# 董重
董重（？—189年），字子高，漢靈帝母董太后其兄之子。

## 生平
皇太后竇妙逝世後，董太后開始干預朝政，讓漢靈帝賣官求貨，自納金錢，盈滿堂室。
中平五年（西元188年），衛尉脩侯董重被任命為驃騎將軍，領兵千餘人。董太后撫養劉協，屢勸靈帝立劉協為皇太子，因此被其兒媳何皇后所怨恨。
中平六年（西元189年），漢靈帝逝世，劉辯即位，其母何皇后晉皇太后並臨朝。董重與何進爭權勢，宦官依附董重為其黨羽。董太后每次想干預朝政，何太后都加以阻止。董太后十分惱怒，於是罵何太后：“你現在敢如此囂張，還不是靠你的兄長何進！我若想讓董重砍了何進的腦袋，簡直易如反掌。”何太后聽到後，將其話語告訴何進。五月，何進和三公一同上奏：“董太后派遣前中常侍夏惲等人與州郡互相勾結，到處搜刮財寶並將其都存放在其住所。依照漢家慣例，藩王后妃不能留在京師；請把她遷回封地。”漢少帝准奏。後來何進舉兵圍董重府邸，逮捕董重，免去董重官職，董重被迫在獄中自殺。董太后則在不久後暴崩，民間謠傳為何太后所殺。